# Mounir Satouri

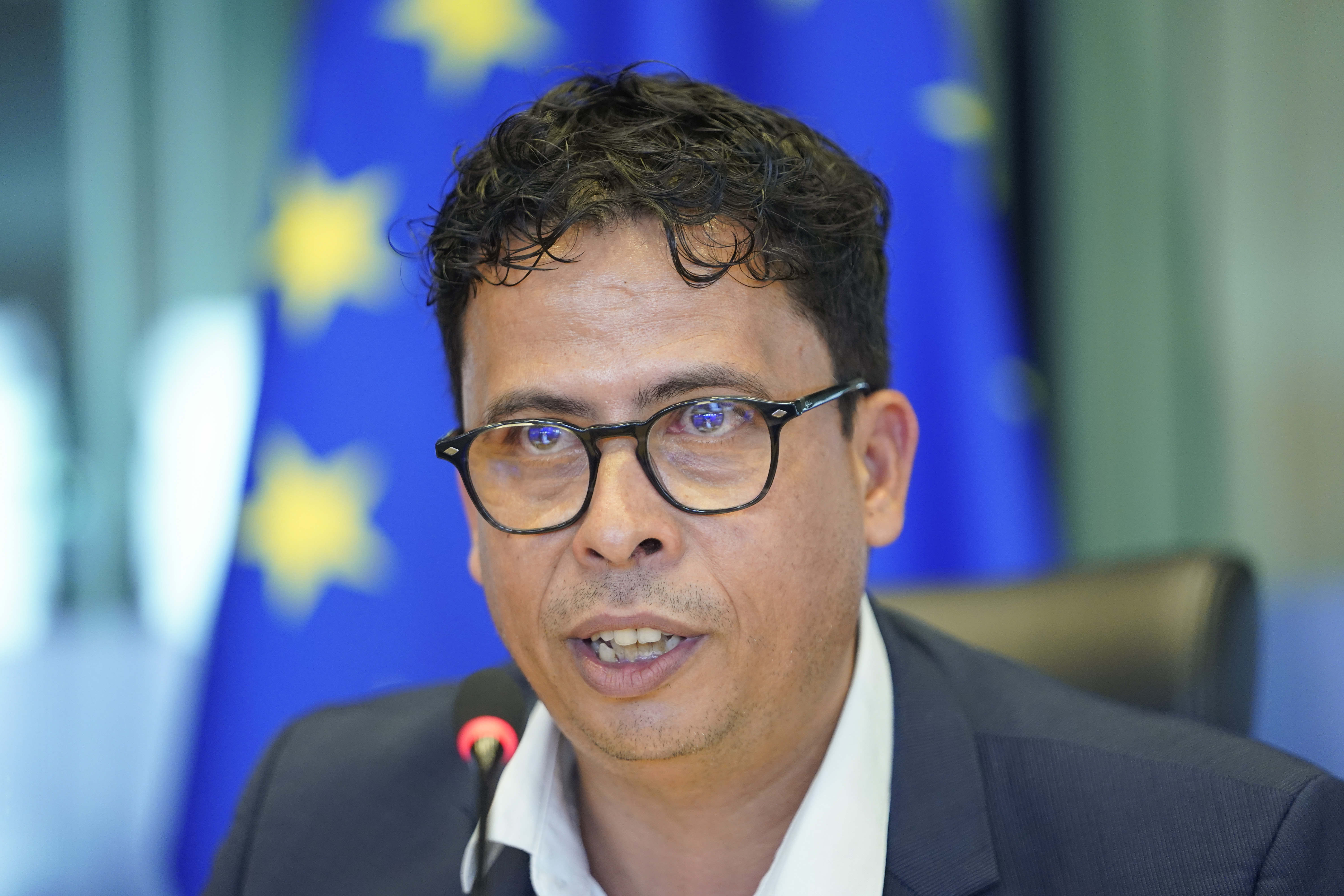
Mounir Satouri (2024)

Mounir Satouri (* 25. Mai 1975 in Casablanca, Marokko) ist ein französischer Politiker (EELV). Im Zuge der Europawahl 2019 gewann er ein Mandat und ist seitdem Mitglied des neunten Europäischen Parlaments als Teil der Fraktion Die Grünen/EFA.

## Leben
Mounir Satouri wurde am 25. Mai 1975 im Stadtteil Derb Ghalef in Casablanca geboren. Nach eigenen Angaben begann er sich schon früh für Politik zu interessieren: Im Alter von 15 Jahren trat er der Jugendbewegung der Sozialistischen Union der Volkskräfte (USFP) bei. Während eines großen Studentenstreiks, an dem auch Satouri beteiligt war, wurde er wegen „Störung der öffentlichen Ordnung“ für vier Wochen inhaftiert. Dies veranlasste seinen Vater Satouri nach Frankreich zu bringen, der dort bereits seit den 1960er Jahren lebte.
Satouri zog nach Yvelines und trat dort 1995 dem Studierendenverband Union nationale des étudiants de France bereit. Er engagierte sich für den Verband (bis etwa 1998) insbesondere bei Anti-Atomkraft-Demonstrationen wie Menschenrechtsprotesten. Zwischenzeitlich war Soutir Mitglied der Parti Socialiste, trat jedoch nach eigenen Angaben aus, als diese das Stimmrecht von Ausländern aus ihrem Programm entfernten.
2001 trat er den Les Verts bei und begann sich seitdem für diese zu engagieren. Nachdem er 2002 die französische Staatsbürgerschaft annahm, war es ihm auch möglich für politische Ämter in Frankreich zu kandidieren: 2008 wurde er zum Stadtrat von Les Mureaux und 2010 zum Regionalrat der Île-de-France gewählt. 2015 wurde er erneut zum Regionalrat der Île-de-France gewählt.
Bei den Parlamentswahlen 2012 kandidierte Satouri als gemeinsamer Kandidat der Listenverbindung EELV-PS-PRG im neunten Wahlkreis von Yvelines, der seit mehr als 25 Jahren von der Rechten gehalten wird. In der ersten Runde 2012 erzielte er 33,26 Prozent, in der Stichwahl 43,17 Prozent.
2019 nominierte seine Partei ihn für die Wahlliste der Europawahl 2019. Er erhielt Platz 7 auf der gemeinsamen Liste von Europe Écologie-Les Verts (EELV), Alliance écologiste indépendante (AEI) sowie Régions et peuples solidaires. Die gemeinsame Liste gewann 13,43 Prozent und damit 13 der 79 französischen Mandate, darunter auch Mounir Satouri. Seitdem ist er Mitglied des neunten Europäischen Parlaments und trat der Fraktion der Grünen/EFA bei. Für seine Fraktion ist er Mitglied im Ausschuss für Beschäftigung und soziale Angelegenheiten sowie im Unterausschuss für Sicherheit und Verteidigung. Des Weiteren ist er stellvertretendes Mitglied im Ausschuss für auswärtige Angelegenheiten sowie im Unterausschuss Menschenrechte.